# Welttag der humanitären Hilfe
Der Welttag der humanitären Hilfe (englisch World Humanitarian Day, französisch Journée mondiale de l’aide humanitaire) ist ein internationaler Aktionstag, an dem humanitärer Helfer und derjeniger gedacht wird, die ihr Leben verloren haben, während sie sich für humanitäre Unterstützung einsetzten.
Der Aktionstag wurde von der Generalversammlung der Vereinten Nationen im Rahmen einer von Schweden eingebrachten UN-Resolution zur Stärkung der Koordinierung der Nothilfe der Vereinten Nationen ausgerufen. Der Welttag der humanitären Hilfe wird jedes Jahr am 19. August begangen, da dies der Tag ist, an dem der damalige Sonderbeauftragte des Generalsekretärs im Irak, Sérgio Vieira de Mello, und 21 seiner Kollegen 2003 bei einem islamistischen Bombenanschlag auf das Canal Hotel in Bagdad ums Leben kamen.

## Geschichte
Die Bestimmung des 19. August als Welttag der humanitären Hilfe ist das Ergebnis der Bemühungen der Sérgio-Vieira-de-Mello-Stiftung und der Familie Sérgio Vieira de Mellos, in enger Zusammenarbeit mit den Botschaftern Frankreichs, der Schweiz, Japans und Brasiliens.
Der Brasilianer Sérgio Vieira de Mello widmete sich über 30 Jahre lang der Arbeit im Dienste der Vereinten Nationen und war in einigen der schwierigsten humanitären Situationen der Welt tätig, um die stimmlosen Opfer bewaffneter Konflikte zu erreichen, ihr Leiden zu lindern und auf ihre Notlage aufmerksam zu machen.
Aus seinem Erbe gründeten die Familie Vieira de Mello und eine Gruppe enger Freunde 2006 die Sergio-Vieira-de-Mello-Stiftung, um seine Mission fortzusetzen, den Dialog zwischen den Gemeinschaften zu fördern und die Notlage der Opfer humanitärer Krisen zu lindern.
Der Bericht Aperçu humanitaire mondial 2021 des United Nations Office for the Coordination of Humanitarian Affairs schätzt, dass im Jahr 2021 weit über 200 Millionen Personen weltweit auf humanitäre Hilfe und Schutz angewiesen sind. Die schwierigste humanitäre Lage betrifft die Bevölkerungen von Jemen, Äthiopien und Afghanistan.
Anlässlich des Welttags 2025 wurde daran erinnert, dass 2024 weltweit 383 humanitäre Helfer ermordet wurden. Das Rote Kreuz wies darauf hin, dass mehr als 300 Millionen Menschen auf humanitäre Hilfe angewiesen seien. Die Lücke zwischen den ermittelten Bedarfen und den vorhandenen Finanzierungen werde zunehmend größer. Auch in Deutschland ist für die Bundeshaushalte 2025 und 2026 eine drastische Kürzung im Vergleich zu 2024 veranschlagt. Die Präsidentin des Deutschen Roten Kreuzes, Gerda Hasselfeldt (CSU), sagte dazu: „Wenn die Haushalte 2025 und 2026 so kommen, dann bricht die Bundesregierung zu Lasten notleidender Menschen ein Versprechen. Die Folgen wären für […] Menschen in Not katastrophal.“